# Sauli Niinistö
Sauli Väinämö Niinistö (Salo, Finlandia; 24 de agosto de 1948) es un político finlandés del partido liberal Coalición Nacional, presidente de su país desde marzo de 2012 hasta marzo de 2024. Fue Ministro de Justicia de 1995 a 1996 y Ministro de Hacienda de 1996 a 2003. En 2006 fue candidato en las elecciones presidenciales finlandesas y desde 2007 hasta 2011 fue presidente del Parlamento de Finlandia.
Al haber ganado las elecciones presidenciales de 2012, fue nombrado presidente de la República, siendo la primera vez desde 1956 que un político de su partido ostenta el cargo. En 2018 revalidó su cargo en la primera vuelta de las elecciones con el apoyo del 62,6% de los votantes. Su sobrino Ville Niinistö es europarlamentario y fue líder de la Liga Verde.

## Biografía
Nació el 24 de agosto de 1948 en la ciudad de Salo. Se graduó en el instituto Salon normaalilyseo en 1967, tras lo cual fue a estudiar Derecho a la Universidad de Turku, donde se licenció en 1974. Trabajó en su propio bufete de abogados entre 1978 y 1988. Empezó su carrera política en 1976, presentándose al concejo de Salo. Niinistö fue elegido al Parlamento en las elecciones parlamentarias de 1987.
En 1994 fue elegido presidente de su partido y al año siguiente fue nombrado Ministro de Justicia en el gobierno de Paavo Lipponen. En 1996 fue nombrado Ministro de Finanzas, permaneciendo en el cargo hasta 2003, año en el que también dejó el parlamento. Entre 2003 y 2007 trabajó como vicepresidente del Banco Europeo de Inversiones. Niinistö volvió al Parlamento en 2007, año en que fue elegido presidente hasta 2011.

## Elecciones presidenciales de 2012
Tras presentarse a las elecciones presidenciales de Finlandia de 2012, venció a Pekka Haavisto con el 68,2% de los votos.

## Condecoraciones
- Collar de la Orden Mexicana del Águila Azteca (26/05/2015).[4]